# Miss Mundo Brasil 2017
Miss Brasil CNB 2017 foi a 3ª edição de um concurso de beleza feminino sob a gestão da CNB - Concurso Nacional de Beleza (representada pelos empresários Henrique & Marina Fontes), a 28ª edição de realização de uma disputa específica para a eleição da brasileira ao concurso de Miss Mundo e o 58º ano de participação do Brasil na disputa internacional. Esta edição ocorreu pela quarta vez na cidade de Angra dos Reis, tendo sua final realizada no "Hotel do Bosque", com transmissão da Rede Brasil. Disputaram o título quarenta e duas (42) candidatas, sagrando-se vencedora a anfitriã, do Rio de Janeiro, Gabrielle Vilela.

## Resultados

### Colocações
| Colocação                                               | Representação & Candidata |
| ------------------------------------------------------- | --- |

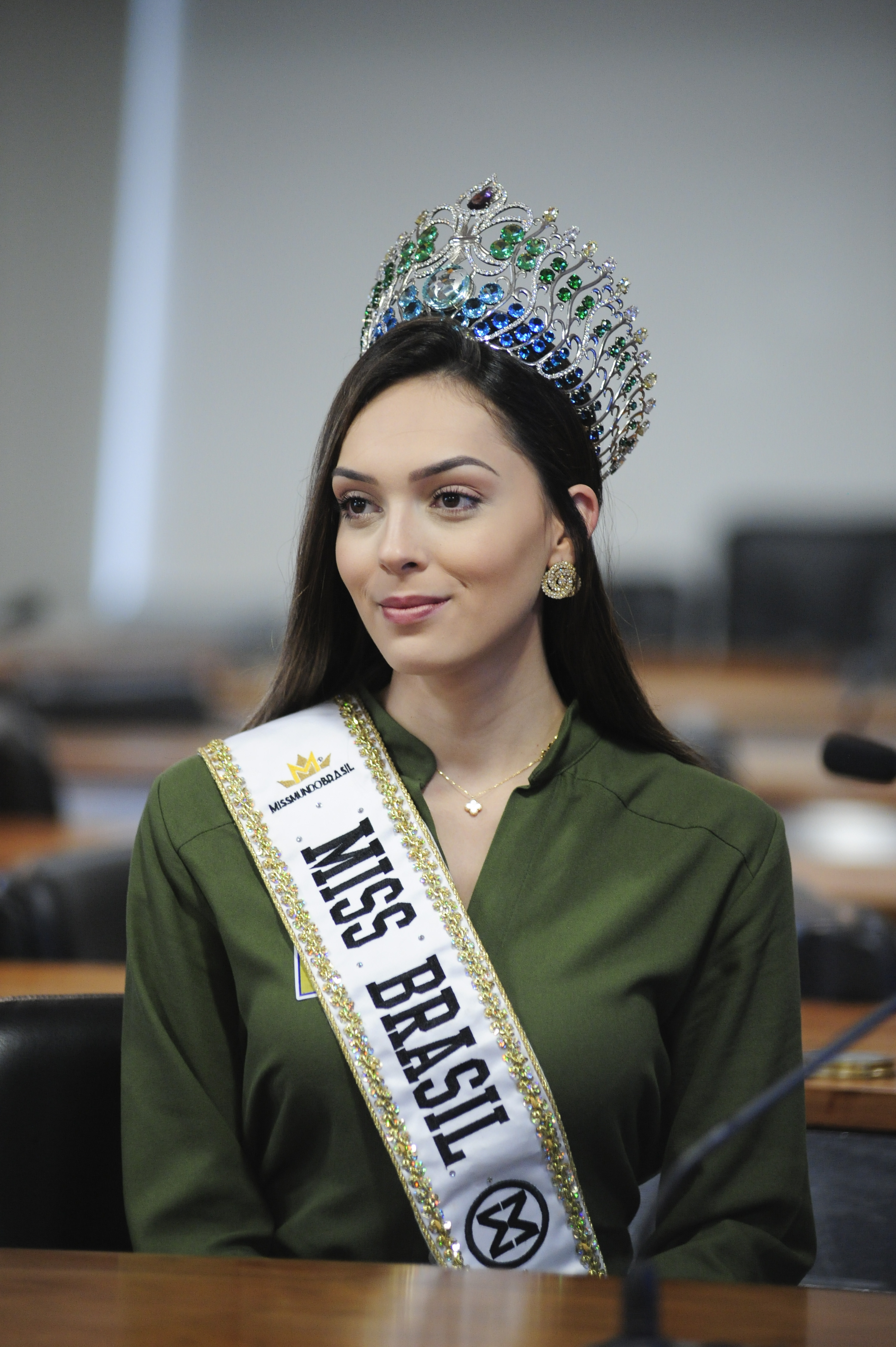
A vencedora deste ano, Gabrielle Vilela do Rio de Janeiro.

| 1ª Colocada                                             | - Rio de Janeiro - Gabrielle Vilela |
| 2ª Colocada                                             | - Mato Grosso - Bárbara Reis |
| 3ª Colocada                                             | - Zona da Mata - Júlia Horta |
| Finalistas (Em ordem final de classificação)            | - São Paulo - Daniele Arruda - Grande São Paulo - Marcella Marques - Brasília - Anna Lyssa Valim |
| Top 12 Semifinalistas (Em ordem final de classificação) | - Espírito Santo - Letícia Salles - Paraíba - Rhayanny Nóbrega - Ilha dos Lobos - Amanda Brenner - Pará - Emanuelle Costa - Minas Gerais - Lorena Rodrigues - São Paulo Capital - Dara Costa |
| Top 20 Semifinalistas (Em ordem final de classificação) | - Sergipe - Bárbara Monick - Jurerê Internacional - Carolina Schüler - Grande Porto Alegre - Jéssica Aguiar - Ilhabela - Thalita Xavier - Mato Grosso do Sul - Ana Carla Marques - Pantanal Sul-Mato-Grossense - Yara Volpe - Circuito das Águas - Fernanda Oliveira - Santa Catarina - Camilla Wolf |

### Premiações Especiais
O concurso distribuiu os seguintes prêmios este ano:
| Colocação             | Representação & Candidata               |
| --------------------- | --------------------------------------- |
| Miss Simpatia         | Jurerê Internacional - Carolina Schüler |
| Miss Elegância        | Mato Grosso - Bárbara Reis              |
| Miss Fotogenia        | Fernando de Noronha - Caroline Gross    |
| Miss Cordialidade     | Mato Grosso - Bárbara Reis              |
| Modelo Revelação 40°  | Mato Grosso - Bárbara Reis              |
| Miss Livi Treinamento | Espírito Santo - Letícia Salles         |
| Miss Health & Fitness | Espírito Santo - Letícia Salles         |
| Melhor Vestido        | Pará - Emanuelle Costa                  |
| Melhor Pele           | São Paulo - Daniele Arruda              |

### Ordem dos Anúncios
| 1. Brasília 2. Circuito das Águas 3. Espírito Santo 4. Grande Porto Alegre 5. Grande São Paulo 6. Ilhabela 7. Jurerê Internacional 8. Ilha dos Lobos 9. Mato Grosso 10. Mato Grosso do Sul 11. Minas Gerais 12. Pantanal (MS) 13. Pará 14. Paraíba 15. Rio de Janeiro 16. Santa Catarina 17. São Paulo 18. Sergipe 19. SP Capital 20. Zona da Mata | 1. Brasília 2. Espírito Santo 3. Ilha dos Lobos 4. Mato Grosso 5. Minas Gerais 6. Pará 7. Paraíba 8. SP Capital 9. Zona da Mata 10. São Paulo 11. Rio de Janeiro | 1. São Paulo 2. Brasília 3. Mato Grosso 4. Zona da Mata 5. Rio de Janeiro 6. Grande São Paulo |  |

## Corpo de Jurados

### Final
Ajudaram a eleger a vencedora:
1. Suzy Rêgo, atriz;
2. Lucas Malvacini, Mister Brasil 2011;
3. Evê Sobral, apresentador da Rede Brasil;
4. Fernanda Moreira, da MCR Comunicação;
5. Alexander González, preparador venezuelano;
6. João Ricardo Camilo Dias, do Voy Miss Brazil on Board;
7. Fernanda Moreira, gerente de vendas do "Hotel do Bosque";
8. Doutora Alicy Scavello, médica dermatologista e diretora "Beleza pelo Bem";
9. Gabriel Queiroz, gerente de hospedagens do "Hotel do Bosque";
10. Andre Sleigh, sul-africano dono do blog Eye for Beauty;
11. Frank Tao, representante do aplicativo "Live.me";
12. Drº. Fabricio Bervian, cirurgião plástico;
13. Carla Grotto, da "Destac Assessoria";
14. Fernando Vieira, ator;

## Rainhas Regionais
As candidatas mais bem classificadas por região do País:
| Prêmio                  | Representação & Candidata         |
| ----------------------- | --------------------------------- |
| Miss Mundo Centro-Oeste | - Mato Grosso - Bárbara Reis      |
| Miss Mundo Nordeste     | - Paraíba - Rhayanny Nóbrega      |
| Miss Mundo Norte        | - Pará - Emanuelle Costa          |
| Miss Mundo Sudeste      | - Zona da Mata - Júlia Horta      |
| Miss Mundo Sul          | - Ilha dos Lobos - Amanda Brenner |

## Funcionamento
As etapas voltaram a ser classificatórias este ano: 

### Top 06
Etapa com classificação automática para o Top 06:

#### Popular no Live Me
A candidata com mais curtidas na sua página do "Live Me":
| Colocação | Representação & Candidata             |
| --------- | ------------------------------------- |
| 1         | - Grande São Paulo - Marcella Marques |

### Top 12
Etapa com classificação automática para o Top 12:

#### Beleza pelo Bem
Nesta categoria é avaliada o melhor projeto social da candidata:
| Colocação  | Representação & Candidata                                                                     |
| ---------- | --------------------------------------------------------------------------------------------- |
| 1          | - Rio de Janeiro - Gabrielle Vilela - São Paulo - Danielle Arruda                             |
| Finalistas | - Pantanal (MT) - Natália Rodrigues - Paraíba - Rhayanny Nóbrega - Zona da Mata - Júlia Horta |

### Top 20
As candidatas vencedoras dessas provas já garantem classificação no Top 20:

#### Miss Talento
A vencedora desta etapa se apresentou durante a final: 
| Colocação | Representação & Candidata                |
| --------- | ---------------------------------------- |
| 1         | - Circuito das Águas - Fernanda Oliveira |
| 2         | - São Paulo - Daniele Arruda             |
| 3         | - Zona da Mata - Júlia Horta             |

| Colocação | Representação & Candidata                   |
| --------- | ------------------------------------------- |
| 1         | - Santa Catarina - Camilla Wolf (7,5 mil)   |
| 2         | - Espírito Santo - Letícia Salles (7,2 mil) |
| 3         | - Vale Aporé - Flávia Modesto (6,9 mil)     |

| Colocação | Representação & Candidata     |
| --------- | ----------------------------- |
| 1         | - Zona da Mata - Júlia Horta  |
| 2         | - Mato Grosso - Bárbara Reis  |
| 3         | - Brasília - Anna Lyssa Valim |

| Colocação | Representação & Candidata         |
| --------- | --------------------------------- |
| 1         | - Mato Grosso - Bárbara Reis      |
| 2         | - Espírito Santo - Letícia Salles |
| 3         | - Zona da Mata - Júlia Horta      |

| Colocação | Representação & Candidata         |
| --------- | --------------------------------- |
| 1         | - Mato Grosso - Bárbara Reis      |
| 2         | - Espírito Santo - Letícia Salles |
| 3         | - Zona da Mata - Júlia Horta      |

| Colocação | Representação & Candidata         |
| --------- | --------------------------------- |
| 1         | - Mato Grosso - Bárbara Reis      |
| 2         | - São Paulo - Daniele Arruda      |
| 3         | - Espírito Santo - Letícia Salles |

| Colocação | Representação & Candidata     |
| --------- | ----------------------------- |
| 1         | - Grande Poá - Jéssica Aguiar |
| 2         | - Pará - Emanuelle Costa      |
| 3         | - Paraíba - Rhayanny Nóbrega  |

## Classificação Geral
Abaixo a classificação final das candidatas ao título deste ano: 
| P   | Representação               | EN    | FC    | TM    | MN    | BF    | NP    | V10    | V5 | VF |
| --- | --------------------------- | ----- | ----- | ----- | ----- | ----- | ----- | ------ | -- | -- |
| 1ª  | Rio de Janeiro              | 89.87 | 92.25 | 86.22 | 87.67 | 91.71 | 89.55 | 98.55  | 8  | 54 |
| 2ª  | Mato Grosso                 | 93.25 | 88.25 | 96.22 | 95.89 | 95.14 | 93.75 | 107.75 | 25 | 52 |
| 3ª  | Zona da Mata                | 96.62 | 94.12 | 92.44 | 93.00 | 93.43 | 93.92 | 103.92 | 20 | 49 |
| 4ª  | São Paulo                   | 90.25 | 94.12 | 87.11 | 89.00 | 94.43 | 90.98 | 104.98 | 28 | 44 |
| 5ª  | Grande São Paulo            | 86.62 | 89.25 | 85.67 | 85.22 | 89.00 | 87.15 | 87.15  |    | 41 |
| 6ª  | Brasília                    | 91.50 | 90.75 | 83.67 | 84.33 | 89.43 | 87.94 | 96.94  | 10 | 38 |
| 7ª  | Espírito Santo              | 85.75 | 94.12 | 92.56 | 93.11 | 94.00 | 91.91 | 103.91 | 7  |    |
| 8ª  | Paraíba                     | 87.37 | 95.75 | 85.00 | 82.33 | 87.00 | 87.49 | 91.49  | 3  |    |
| 9ª  | Ilha dos Lobos              | 86.12 | 91.75 | 86.22 | 85.89 | 91.29 | 88.25 | 94.25  | 2  |    |
| 9ª  | Pará                        | 86.12 | 96.00 | 87.67 | 85.67 | 82.43 | 87.58 | 90.58  | 2  |    |
| 11ª | Minas Gerais                | 84.00 | 92.25 | 89.67 | 87.78 | 90.86 | 88.91 | 94.91  | 0  |    |
| 11ª | SP Capital                  | 86.37 | 91.37 | 88.00 | 85.89 | 93.29 | 88.98 | 93.98  | 0  |    |
| 13ª | Sergipe                     | 85.12 | 89.87 | 84.56 | 83.89 | 92.14 | 87.12 | 89.12  |    |    |
| 14ª | Jurerê Internacional        | 85.50 | 89.50 | 83.67 | 83.56 | 87.71 | 85.99 | 88.99  |    |    |
| 15ª | Grande Porto Alegre         | 82.87 | 96.00 | 85.67 | 84.11 | 84.57 | 86.64 | 88.64  |    |    |
| 16ª | Ilhabela                    | 84.50 | 88.12 | 84.44 | 83.22 | 87.57 | 85.57 | 88.57  |    |    |
| 17ª | Mato Grosso do Sul          | 87.62 | 89.62 | 86.11 | 79.89 | 86.71 | 85.99 | 86.99  |    |    |
| 18ª | Pantanal Sul-Mato-Grossense | 85.62 | 89.25 | 86.11 | 84.67 | 86.57 | 86.44 | 86.44  |    |    |
| 19ª | Circuito das Águas          | 84.50 | 90.25 | 80.22 | 82.89 | 82.29 | 84.03 | 85.03  |    |    |
| 20ª | Santa Catarina              | 81.75 | 81.12 | 79.56 | 81.56 | 84.43 | 81.68 | 82.68  |    |    |
| 21ª | Rio Grande do Sul           | 86.25 | 93.62 | 80.11 | 80.33 | 86.71 | 85.41 |        |    |    |
| 22ª | Pernambuco                  | 81.12 | 90.00 | 81.33 | 83.89 | 88.29 | 84.93 |        |    |    |
| 23ª | Paraná                      | 85.37 | 82.12 | 86.22 | 86.78 | 83.14 | 84.73 |        |    |    |
| 24ª | Plano Piloto                | 81.75 | 89.50 | 84.33 | 82.44 | 85.57 | 84.72 |        |    |    |
| 25ª | Ilha da Pintada             | 84.25 | 85.87 | 83.22 | 80.67 | 88.29 | 84.46 |        |    |    |
| 26ª | Ilha de Marajó              | 79.62 | 93.62 | 86.89 | 81.89 | 79.29 | 84.26 |        |    |    |
| 27ª | Águas de Bonito             | 79.75 | 85.12 | 83.77 | 82.67 | 89.71 | 84.21 |        |    |    |
| 28ª | RJ Capital                  | 83.50 | 87.50 | 82.00 | 82.00 | 85.57 | 84.11 |        |    |    |
| 29ª | Ceará                       | 85.37 | 87.00 | 82.78 | 84.56 | 79.00 | 83.74 |        |    |    |
| 30ª | Alagoas                     | 83.00 | 87.62 | 79.33 | 85.33 | 83.14 | 83.69 |        |    |    |
| 31ª | Fernando de Noronha         | 80.62 | 82.75 | 83.22 | 82.89 | 88.57 | 83.61 |        |    |    |
| 32ª | Bahia                       | 80.62 | 89.25 | 81.44 | 81.67 | 84.00 | 83.40 |        |    |    |
| 33ª | Vale Europeu                | 81.87 | 86.12 | 80.33 | 82.00 | 83.43 | 82.75 |        |    |    |
| 34ª | Goiás                       | 75.37 | 81.87 | 83.89 | 81.89 | 90.00 | 82.61 |        |    |    |
| 35ª | Atol das Rocas              | 87.62 | 80.00 | 82.78 | 82.11 | 79.29 | 82.36 |        |    |    |
| 36ª | Piauí                       | 79.25 | 82.00 | 77.44 | 78.22 | 80.57 | 79.50 |        |    |    |
| 37ª | Rondônia                    | 78.50 | 86.00 | 76.33 | 78.33 | 74.29 | 78.69 |        |    |    |
| 38ª | Maranhão                    | 76.12 | 79.88 | 76.67 | 78.22 | 76.43 | 77.26 |        |    |    |
| 39ª | Pantanal Mato-Grossense     | 79.12 | 78.12 | 75.78 | 76.67 | 75.71 | 77.08 |        |    |    |
| 40ª | Rio Grande do Norte         | 76.25 | 85.25 | 72.56 | 73.56 | 77.29 | 76.98 |        |    |    |
| 41ª | Vale do Aporé               | 75.25 | 81.50 | 75.67 | 76.89 | 74.14 | 76.69 |        |    |    |
| 42ª | Ilhas do Araguaia           | 81.25 | 78.12 | 75.44 | 73.56 | 72.57 | 76.19 |        |    |    |

     Candidata presente no Top 06 por ter vencido a etapa "Popular no Live.me"
     Candidatas presentes no Top 20 por terem vencido as outras etapas classificatórias.

## Candidatas
Abaixo encontra-se a lista completa de candidatas deste ano:

### Estaduais
| - Alagoas - Caroline Andrade - Bahia - Emili Seixas - Ceará - Renata Miranda - Espírito Santo - Letícia Salles - Goiás - Ingrid Coelho - Maranhão - Clara Aguiar - Mato Grosso - Bárbara Reis | - Mato Grosso do Sul - Ana Carla Marques - Minas Gerais - Lorena Rodrigues - Pará - Emanuelle Costa - Paraíba - Rhayanny Nóbrega - Paraná - Bruna Nogueira - Pernambuco - Viviane Félix - Piauí - Melissa Albuquerque | - Rio de Janeiro - Gabrielle Vilela - Rio Grande do Norte - Clarissa Matias - Rio Grande do Sul - Daiane Savi - Rondônia - Suélly Miranda - Santa Catarina - Camilla Wolf - São Paulo - Daniele Arruda - Sergipe - Bárbara Monick |

### Insulares & Regiões Geográficas
| - Águas de Bonito - Gabriely Paliga - Atol das Rocas - Lara Vidian - Brasília - Anna Lyssa Valim - Circuito das Águas - Fernanda Oliveira - Fernando de Noronha - Caroline Gross - Grande Porto Alegre - Jéssica Aguiar - Grande São Paulo - Marcella Marques - Ilhabela - Thalita Xavier - Ilha da Pintada - Monalisa Menezes - Ilhas do Araguaia - Quetlin Heidrich - Ilha dos Lobos - Amanda Brenner - Jurerê Internacional - Carolina Schüler - Marajó - Flávia Lacerda - Pantanal (MT) - Natália Rodrigues - Pantanal (MS) - Yara Volpe - Plano Piloto - Thayná Lima - Rio de Janeiro Capital - Clara Fernandes - São Paulo Capital - Dara Costa - Vale do Aporé - Ana Flávia Modesto - Vale Europeu - Cristiane Busnardo - Zona da Mata Mineira - Júlia Horta |

## Designações
Candidatas designadas para representar o Brasil em concursos internacionais à convite da organização:
Legenda
      A representante do Brasil venceu a disputa.
      A representante do Brasil parou na 2ª colocação.
      A representante do Brasil parou na 3ª colocação.
| Candidata & Posição no nacional           | Concurso internacional & local da final                                    | Posição na disputa internacional      |
| ----------------------------------------- | -------------------------------------------------------------------------- | ------------------------------------- |
| Gabrielle Vilela (1ª colocada)            | Miss World 2017 (Final: Jacarta, Indonésia)                                | Top 40                                |
| Júlia Horta (3ª colocada)                 | Miss Tourism International 2017 (Final: Petaling Jaya, Malásia)            | 5ª Colocada · Langkawi Ambassador     |
| Laís Berté (3ª colocada em 2015)          | Reina Hispanoamericana 2017 (Final: Santa Cruz de la Sierra, Bolívia)      | 3ª Colocada                           |
| Stephany Pim (3ª colocada em 2016)        | Miss Eco International 2017 (Final: Sharm el-Sheikh, Egito)                | Miss Fotogenia                        |
| Marcella Marques (5ª colocada)            | Miss Global City 2017 (Final: Shanghai, China)                             |                                       |
| Francielly Ouriques (5ª colocada em 2016) | Reinado Internacional del Café (Final: Manizales, Colômbia)                | 4ª Colocada · Melhor: Cabelo & Pernas |
| Caroline Venturini (7ª colocada em 2016)  | Miss Grand International 2017 (Final: Phú Quốc, Vietnã)                    | Top 20                                |
| Emanuelle Costa (10ª colocada)            | Miss Continentes Unidos 2017 (Final: Guaiaquil, Equador)                   |                                       |
| Lorena Rodrigues (11ª colocada)           | Miss Global Beauty Queen 2017 (Final: Seul, Coreia do Sul)                 | 3ª Colocada                           |
| Carolina Schüler (14ª colocada)           | World Miss University 2017 (Final: Phnom Penh, Camboja)                    |                                       |
| Kelly Sendy (16ª colocada em 2016)        | Reinado Internacional de la Ganadería 2017 (Final: Montería, Colômbia)     | Rainha da Polícia                     |
| Thayná Lima (24ª colocada)                | Miss Supranational 2017 (Final: Krynica-Zdrój, Polônia)                    | Top 25                                |
| Katherin Strickert (24ª colocada em 2016) | Supermodel International 2017 (Final: Nova Déli, Índia)                    | 2ª Colocada · Best Face               |
| Kelly Medeiros (29ª colocada em 2015)     | Miss Tourism Queen of the Year International 2017 (Final: Shanghai, China) | Top 30                                |